# Нормин принц
Нормин принц је 60. епизода стрип серијала Кен Паркер објављена као посебно издање за издавачку кућу System Comics у 02.01.2004. године. Имала је 124 стране и коштала 99 динара (1,83 $; 1,44 €). Епизоду су нацртали Иво Милацио и Ђорђо Тревисан, а сценарио написао Ђанкарло Берарди. За насловницу је узета једна од оригиналних Милацова насловница из 1984. год.

## Оригинална епизода
Оригинална епизода објављена је у шест наставака у бројевима 23-29 часописа Orient Express у периоду 07.09.1984-19.02.1985. под насловом Un principe per Norma. Од ове епизоде серијал се сели у издавачку кућу L'Isola Trovata.

## Кратак садржај
Два месеца након трагедије у Бостону, Кен се потпуно опоравио од ране, али је и даље у белстгву због убиства полицајца (ЛМС-784). Детективска агенција ”Национал” и даље трага за Кеном у намери да поправи репутацију, која је урушена када је Кен убио полицајца. Кен се придружује Еверетовој позоришној трупи где ради као шаптач. Пошто су главни глумци који тумаче Хамлета и Офелију побегли да би се венчали (њихови родитељи који раде у трупи не одобравају њихов брак), Кен добија улогу Хамлета. Ускоро се трупи придружују Џон (бивши члан трупе), који са собом доводи Норму, за коју остали чланови верују да је дама лаког морала. Норма добија улогу Офелије, а касније се заљубљује у Кена. Највећи део епизоде одиграва се у Хантингтону, градићу западно од Бостона.

### Хамлет
Епизода је карактеристична по томе што се главни ток радње смењује са увежбавањем трупе за извођење представе Хамлет. Овај део (укупно чак 60 страна) нацртао је Ђорђо Тревисан.

### Мерлин Монро
Нормин лик је урађен по лику Мерлин Монро. Милацо је одлично изградио њен лик, како по лицу, тако и по држању. Тревисановова изведба Норме (док глуми Офелију), међутим, мање личи на Мерлин. Тревисанова нећака је 1999. године упутуила писмо стрип сајту uBCFumetti у коме објашњава да је Тревисан за Офлију узео њен лик.

## Нови издавач за Србију
Ово је прва епизода Кен Паркера која је објављена у Србији после епизоде Оружје и превара (ЛМС-845) објављене у бившој Југославији у новембру 1989. године. Објављивање је преузела издавачка кућа System Comics, која је наставила са серијалом тамо где је Дневник стао. System Comics је до 2007. године објавио све до тада преостале епизоде серијала. (Милацо је последњу епизоду, после дуже паузе, нацртао тек 2015. године.)